# Archidiecezja Kuala Lumpur
Archidiecezja Kuala Lumpur – rzymskokatolicka diecezja w Malezji. Powstała w 1955 jako diecezja. Archidiecezja od 1972.

## Biskupi
- Dominic Vendargon (1955–1983)
- Anthony Soter Fernandez (1983–2003)
- Murphy Pakiam (2003–2013)
- Julian Leow Beng Kim (od 2014)